# 樟木盾球蛛
樟木盾球蛛（学名：Orthobula zhangmuensis）为光灰蛛科盾球蛛属的动物。在中国大陆，分布于西藏等地。该物种的模式产地在西藏。